# Wolfram语言
Wolfram语言（通常指代Mathematica或者缩写为 M）是Mathematica 和 Wolfram Programming Cloud所使用的语言。这是一种由沃尔夫勒姆研究公司开发的多范型编程语言。这是用于Mathematica和Wolfram Programming Cloud （页面存档备份，存于）的主要界面编程语言 。它具有广泛和普遍的适用性，主要特点是符号计算、函数式编程和基于规则的编程。它可以用来创建和表示任何结构和数据。
这种语言覆盖面非常全面和广泛，并且可以用于解决大量专业领域的问题。例如，它内置了用于生成和运行图灵机、创建图形和音频、分析三维模型、矩阵操作、求解微分方程的内置函数。为了方便用户使用，还提供了丰富的文档资料。
它与Raspberry Pi上安装的系统软件捆绑。Intel Edison与Unity游戏引擎也集成了该语言。

## 命名
该语言的历史可以上溯到25年以前，25年多之前都是以别的名字存在，直至2013年6月才正式命名为Wolfram语言。 曾经使用过的常见名称包括“M”和“Mathematica”。开发人员曾经考虑过使用其他名字，例如“Lingua”和“Express”。

## 大众文化
斯蒂芬·沃尔夫勒姆和克里斯托弗·沃尔夫勒姆都为2016年电影《Arrival》中外星语言的创造提供了帮助，其中就用到了 Wolfram 语言。